# Keienmonument
Het Keienmonument is een gedenkteken annex artistiek kunstwerk in Amsterdam-Noord.
Het kunstwerk is gelegen in het talud van de Oostzanerdijk (bij de Kometensingel), een dijk in Amsterdam-Noord, die deels de scheidslijn vormt van Tuindorp Oostzaan en Molenwijk. Die al eeuwenoude Oostzaner Zeedijk vormde in vroeger tijden een primaire watering, die er voor moest zorgen dat het water van het IJ het land ten noorden daarvan in- en overstroomde. Die dijk moest zelf eerst beschermd worden met buitendijks rietland, daarna met een paalwering, later weer aangevuld met allerlei materiaal zoals planken en oude dakpannen. De paalwering werd rond 1731 slachtoffer van de paalworm, hetgeen verdere bescherming noodzakelijk maakte. De zeedijk werd tussen 1735 en 1745 voorzien van een nieuwe helling met daarop zware keien, die het golvend water moest breken.  Het was destijds een grote kostenpost; de achterliggende polder Oostzaan moest 35.000 investeren om droge voeten te houden. Voor die keien werd van alles gebruikt; delen van hunebedden, overgebleven bouwmaterialen, sloopwaar van stoepen en huizen tot zware grafzerken aan toe. Alles wat maar zwaar genoeg was het water tegen te houden. De meeste zwerfkeien kwamen uit Scandinavië meegevoerd in de IJstijd. Diezelfde keien werden overbodig door grotere ingrepen in het landschap. Vanwege de aanleg van het Noordzeekanaal werd het IJ in 1872 afgesloten van de Zuiderzee; getijden behoorden tot het verleden. Daarna kwamen inpolderingen over de volle lengte van het IJ onder meer de Noorder IJpolder en Polder VII waar uiteindelijk Tuindorp Oostzaan zou worden gebouwd. De dijk degradeerde langzaam topt een secundaire waterkering, maar tevens tot een primaire speelplaats. De nieuwe jeugd in het gebied nam de dijk in beslag, gezinnen gebruikte de dijk en keien als fotogenieke plaats. In de jaren vijftig verdwenen de keien, die niet meer nodig waren om de dijk te beschermen. Het was afgelopen met geschaafde knieën en ander verwondingen. Het verdwijnen van de keien maakte het daarentegen ’s winters sleetje te glijden of ’s zomers met karton. Waar de keien zijn gebleven, weet men niet met zekerheid.
In het kader van 100 jaar Tuindorp Oostzaan wilden bewoners een herinnering aan vervlogen tijden. Bovendien wilde het "Historisch Archief Tuindorp Oostzaan" ook de vele nieuwkomers en ook degenen die nog zouden volgen wijzen op de historie van die zeedijk. Men koos uiteindelijk voor dit keienmonument. Dit bleek geen eenvoudige opgave, want ondanks de status secundair, wordt nog steeds beheer uitgevoerd door Gemeente Amsterdam, Waternet en Hoogheemraadschap Noordhollands Noorderkwartier. Het Historisch Archief zette met andere organisaties zoals Tuindorp Oostzaan leeft en NDSM Herleeft door, zodat op 9  december 2022 het keienmonument kon worden onthuld. Dit maal kon gebruik gemaakt worden van steenmateriaal uit Hoorn, alwaar een stuk van de Markermeerdijk aangepast moest worden. Het monument werd opgebouwd door steenzetter Serge Ligthart (nakomeling van een bouwer van de Afsluitdijk), die ook voor het ontwerp tekende. Het Harlingse bedrijf van hem was al eerder in Amsterdam actief bij de aanleg van kademuren in de Houthaven.
Ook Apeldoorn heeft een Keienmonument, maar dan voor slachtoffers van de Tweede Wereldoorlog; het ligt aan de Sportlaan. 